# Maderuelo
Maderuelo település Spanyolországban, Segovia tartományban. Maderuelo Castillejo de Robledo, Langa de Duero, Languilla, Aldealengua de Santa María, Alconada de Maderuelo, Campo de San Pedro, Moral de Hornuez, Valdevacas de Montejo, Montejo de la Vega de la Serrezuela és Santa Cruz de la Salceda községekkel határos. Lakosainak száma 101 fő (2024).

## Népesség
A település népessége az elmúlt években az alábbi módon változott:
| Lakosok száma | 159  | 149  | 189  | 164  | 136  | 109  | 99   | 168  | 115  | 101  |
|               | 2001 | 2004 | 2007 | 2009 | 2012 | 2014 | 2017 | 2019 | 2022 | 2024 |